# Handeliodendron bodinieri
Handeliodendron bodinieri ist die einzige Art der Pflanzengattung Handeliodendron innerhalb der Familie der Seifenbaumgewächse (Sapindaceae). Diese seltene Art kommt nur in China vor.

## Beschreibung

### Erscheinungsbild und Blatt
Handeliodendron bodinieri wächst als sommergrüner Baum oder Strauch und erreicht Wuchshöhen von bis zu 15 Meter. Alle vegetativen Pflanzenteile sind kahl.
Die gegenständig an den Zweigen angeordneten Laubblätter sind in Blattstiel und Blattspreite gegliedert. Der Blattstiel ist 4 bis 11 Zentimeter lang. Die handförmig geteilte Blattspreite besteht auf fünf 0,1 bis 1,5 Zentimeter lang gestielten Teilblättern. Die Spreiten der Teilblätter sind bei einer Länge von 3 bis 12 Zentimeter und einer Breite von 1,5 bis 6,5 Zentimeter elliptisch bis verkehrt-lanzettlich mit keilförmiger Basis und zugespitztem bis geschwänztem oberen Ende. Der Blattrand ist glatt. Die Blattoberseite und -unterseite ist spärlich mit deutlichen, braunen oder dunkelroten Drüsen bedeckt. Jedes Teilblatt besitzt neun bis zwölf Paare Seitennerven.

### Blütenstand und Blüte
Die Blütezeit reicht in China von März bis Mai. Der Blütenstandsschaft ist 3 bis 4 Zentimeter lang. Der endständige, zusammengesetzte, thyrsenförmige Blütenstand ist bei einer Länge von 5 bis 7,5 (bis zu 12) Zentimeter kurz zylindrisch-konisch mit 1 bis 3 cm langen Verzweigungen und enthält meist viele Blüten. Die kleinen Tragblätter sind pfriemförmig. Die 2 bis 5 Millimeter langen Blütenstiele sind dicht mit weißlichen, kugeligen Papillen bedeckt.
Die ziemlich kleinen, meist zwittrigen Blüten sind fünfzählig mit doppelter Blütenhülle. Die vier oder fünf bei einer Länge von 2 bis 3 Millimeter und einer Breite von etwa 1 Millimeter länglich-elliptischen oder fast eiförmigen Kelchblätter sind nur an ihrer Basis verwachsen und auf der Unterseite dicht mit weißlichen, kugeligen Papillen bedeckt; ihr Rand ist dicht bewimpert und ihr oberes Ende ist fast stumpf. Die vier oder fünf mehr oder weniger gleichen, gelben bis weißen Kronblätter sind bei einer Länge von 5 bis 9 Millimeter sowie einer Breite von 1,5 bis 2 Millimeter schmal-länglich oder verkehrt-lanzettlich und ab ihrer Mitte zurückgebogen. Die Kronblätter sind auf ihrer Oberseite kahl, auf der Unterseite gekräuselt zottig behaart und am Rand dicht bewimpert; sie besitzen an ihrer Basis oberseits zwei kleine Schuppen. Die sieben oder acht Staubblätter sind 5 bis 10 Millimeter lang. Die Staubfäden sind im oberen Bereich gekräuselt zottig behaart. Die Staubbeutel sind etwa 0,7 Millimeter lang. Drei Fruchtblätter sind zu einem kahlen, spindelförmigen, oberständigen Fruchtknoten verwachsen, der einschließlich des relativ langen Gynophor 2,5 Millimeter lang ist. Je Fruchtblatt sind zwei Samenanlagen vorhanden. Der kurze Griffel endet in einer dreilappigen Narbe.

### Frucht und Samen
Die Kapselfrucht ist bei einer Länge von 2,2 bis 3,5 Zentimeter (einschließlich des 1 bis 1,5 Zentimeter langen Gynophor) und einem Durchmesser von 0,5 bis 1,8 Zentimeter birnenförmig und verschmälert sich an ihrer Basis plötzlich zum Gynophor; das obere Ende ist stachelspitzig. Die bei Reife orange-braun gefleckte Kapselfrucht enthält ein bis fünf Samen. Das Perikarp ist glatt. Die Früchte reifen in China zwischen Juli und August oder seltener bis Oktober.
Der mit 8 bis 11 Millimeter relativ kleinen Samen sind fast eiförmig bis mehr oder weniger ellipsoid. Die Samenschale (Testa) ist glänzend schwarz. Das Hilum ist zweilagig arillusartig ausgebildet und nimmt etwa die Hälfte des Samens ein. Der relativ große Embryo ist gekrümmt.

## Vorkommen, Nutzung und Gefährdung
Das natürliche Verbreitungsgebiet von Handeliodendron bodinieri umfasst nur die chinesischen Provinzen  nordwestliches Guangxi sowie südliches Guizhou. Handeliodendron bodinieri gedeiht in Wäldern, an Waldrändern, auf Lichtungen, bei Höhlen, an Felsrinnen und in Felsspalten nur im tropischen Karst in Höhenlagen zwischen 500 und 1200 Meter.
Handeliodendron bodinieri wird als selten bezeichnet. Das Sammeln der Samen zur Ölextraktion und die geringe natürliche Regeneration führen zum Rückgang der Bestände. Die Samen sind sehr Ölhaltig und dadurch sind sie auch ein beliebtes Futter für Wildtiere.

## Systematik
Die Erstbeschreibung erfolgte 1914–1915 durch Augustin Abel Hector Léveillé unter dem Namen (Basionym) Sideroxylon bodinieri in Flore du Kouy-Tchéou, S. 384. Alfred Rehder stellte 1935 die Gattung Handeliodendron mit der Neukombination Handeliodendron bodinieri (H.Lév.) Rehder als Typusart in Journal of the Arnold Arboretum, Volume 16, Issue 1, S. 66, Tafel 119, Abbildung 1 auf. Der Gattungsname ehrt den österreichischen Botaniker und Chinakenner Heinrich Raphael Eduard Freiherr von Handel-Mazzetti (1882–1940).
Handeliodendron bodinieri ist die einzige Art der Gattung Handeliodendron in der Unterfamilie Hippocastanoideae innerhalb der Familie Sapindaceae.